# Kosovotribunaal
Het Kosovotribunaal of de Kosovorechtbank (Engels: Kosovo Specialist Chambers and Specialist Prosecutor's Office, Albanees: Dhomat e Specializuara dhe Zyra e Prokurorit të Specializuar, Servisch: Specijalizovana veća i Specijalizovano tužilaštvo) is een tribunaal dat is opgezet om tijdens de Kosovo-oorlog (1998-2000) gepleegde misdaden tegen de menselijkheid, oorlogsmisdrijven en Kosovaarse misdrijven te vervolgen en berechten. Het Kosovotribunaal (KSC) is gevestigd in Den Haag, bestaat uit een selectie van internationale rechters en past een mix van Kosovaars recht en internationaal (gewoonte)recht toe.

## Totstandkoming
In 2008 uitte voormalig hoofdaanklager van het Joegoslaviëtribunaal Carla Del Ponte in haar boek "Mevrouw de aanklager" de beschuldigingen dat leden van het "Bevrijdingsleger van Kosovo" (UCK) zich schuldig hadden gemaakt aan orgaanhandel van gevangengenomen Serviërs en andere misdaden. Op grond daarvan stelde de Raad van Europa in 2008 een onderzoek in onder leiding van senator Dick Marty, die deze aantijgingen in zijn rapport uit 2011 bevestigden. De EU-missie in Kosovo EULEX richtte daarop een speciaal team op dat nadere bewijzen moest vinden. Dit team, de Special Investigative Task Force (SITF), concludeerde in 2014 dat er voldoende bewijzen waren om tot vervolging over te gaan. Onder druk van de EU en de VS stemde Kosovo in augustus 2015 in met het instellen van een speciale rechtbank. Op 3 augustus werd de grondwet aangepast om de oprichting van de speciale rechtbank in het Kosovaarse rechtssysteem mogelijk te maken. Op diezelfde dag werd ook de wet tot oprichting van de speciale rechtbank aangenomen. Deze rechtbank moest wel in het buitenland zitting houden om getuigen te beschermen.
De Europese Dienst voor Extern Optreden (EDEO) had Nederland al in 2014 gevraagd om medewerking om een dergelijke rechtbank op te zetten. Nederland stelde vier voorwaarden om voor de rechtbank als gastland op te treden: een 'deugdelijke juridische basis', de 'hoogste internationale strafprocesrechtelijke standaarden', Nederland zou niet voor de kosten moeten opdraaien en veroordeelden zouden hun straf niet in Nederland moeten uitzitten. Op 26 januari 2016 kwam een interim-verdrag tot stand tussen Nederland en Kosovo die de vestiging van het Kosovo Relocated Specialist Judicial Institution (KRSJI) in Nederland mogelijk maakte. Op 15 februari 2016 kwam het definitieve verdrag tussen Nederland en Kosovo tot stand waarin afspraken werden gemaakt over de relatie tussen Nederland als gastland en het KRSJI. Het definitieve verdrag verving het interim-verdrag op 1 januari 2017. De rechtbank is gehuisvest in het voormalige Europol-gebouw aan de Raamweg in Den Haag.
Voorzitter van het KSC is de Bulgaarse Ekaterina Trendafilova. Hoofdaanklager is sinds 2023 Kimberly West. Zij volgt Alex Whiting op, die tijdelijk hoofdaanklager was na het opstappen van de Amerikaan Jack Smith, sinds 2018 hoofdaanklager. De eerste hoofdaanklager was David Schwendiman.

## Rechtsmacht
De rechtsmacht van het KSC is begrensd tot misdrijven die tussen 1 januari 1998 en 31 december 2000 in Kosovo gepleegd zijn tegen of door personen met de Kosovaarse of Joegoslavische nationaliteit. Het tribunaal is bevoegd om op basis van het internationaal gewoonterecht misdrijven tegen de menselijkheid en oorlogsmisdrijven te berechten en kan daarnaast overeenkomstig het strafrecht uit die periode Kosovaarse misdrijven berechten. Daarnaast kan het KSC ook enkele misdrijven uit het huidige Kosovaarse strafwetboek berechten. De rechtsmacht van het KSC heeft voorrang boven alle andere gerechten in Kosovo.

## Aangeklaagden
De volgende acht personen zijn aangeklaagd voor het tribunaal:
- Salih Mustafa ("Commandant Cali"), bevelhebber van een etnisch-Albanese beweging, leidinggevende in een gevangenis): veroordeeld tot in eerste aanleg 26 jaar celstraf voor moord en foltering[12], in hoger beroep teruggebracht tot 22 jaar[13] en later tot vijftien jaar.[14]
- Hashim Thaçi (oud-president van Kosovo)
- Kadri Veseli (oud-voorzitter van het Kosovaars parlement)
- Rexhep Selimi (oud-minister van Openbare Orde en oprichter van de politieke partij Vetevendosja)
- Jakup Krasniqi (oud-vice president)
- Hysni Gucati
- Nasim Haradinaj
- Pjetër Shala. Veroordeeld tot 18 jaar gevangenisstraf. "Commandant Wolf" was betrokken bij oorlogsmisdaden tegen gevangenen in een metaalfabriek. Hij is schuldig bevonden aan moord, mishandeling en willekeurige gevangenneming.[15]

Sloveense Oorlog (1991) · Kroatische Oorlog (1991-95) · Bosnische Burgeroorlog (1992-95) · Kroatisch-Bosniakse Oorlog (1992-94) · Kosovo-oorlog (1998-99) · Operatie Allied Force (1999) · Conflict in de Preševo-vallei (2001) · Macedonisch conflict (2001)